# Amsterdamse Poort (Haarlem)
De Amsterdamse Poort, vroeger Spaarnwouderpoort geheten, is een Haarlemse stadspoort uit het midden van de 14e eeuw. De poort staat aan het einde van de Spaarnwouderstraat en de oude route van Amsterdam naar Haarlem. Na oprichting werd hij de Spaarnwouderpoort genoemd omdat de weg naar Amsterdam in die tijd via Spaarnwoude liep, in verband met de passage van de Liede.
De poort ligt aan de oostrand van de historische Oude Stad. De brug die over de Stadsbuitensingel ligt heet de Amsterdamse Poortbrug. Ten noorden van de poort heette de singel plaatselijk de Oostersingel, deze is volledig gedempt. Ten zuiden van de poort heet de singel, de Herensingel, deze is gedeeltelijk gedempt.
De Amsterdamse Poort is de enige poort die nog over is van oorspronkelijk veertien stadspoorten. Het is ook de allereerste poort die werd vermeld. Hij is gebouwd bij de eerste uitbreiding van de stad, toen de Burgwal, een terrein ten oosten van het Spaarne, binnen de wallen werd getrokken.
Volgens de overlevering zou Kenau Simonsdochter Hasselaer op de walmuren bij de Amsterdamse Poort hebben gestaan om de Spaanse aanval tijdens de Tachtigjarige Oorlog af te slaan. Het is de enige poort die het beleg zonder noemenswaardige schade heeft doorstaan.
De Amsterdamse Poort is een rijksmonument.

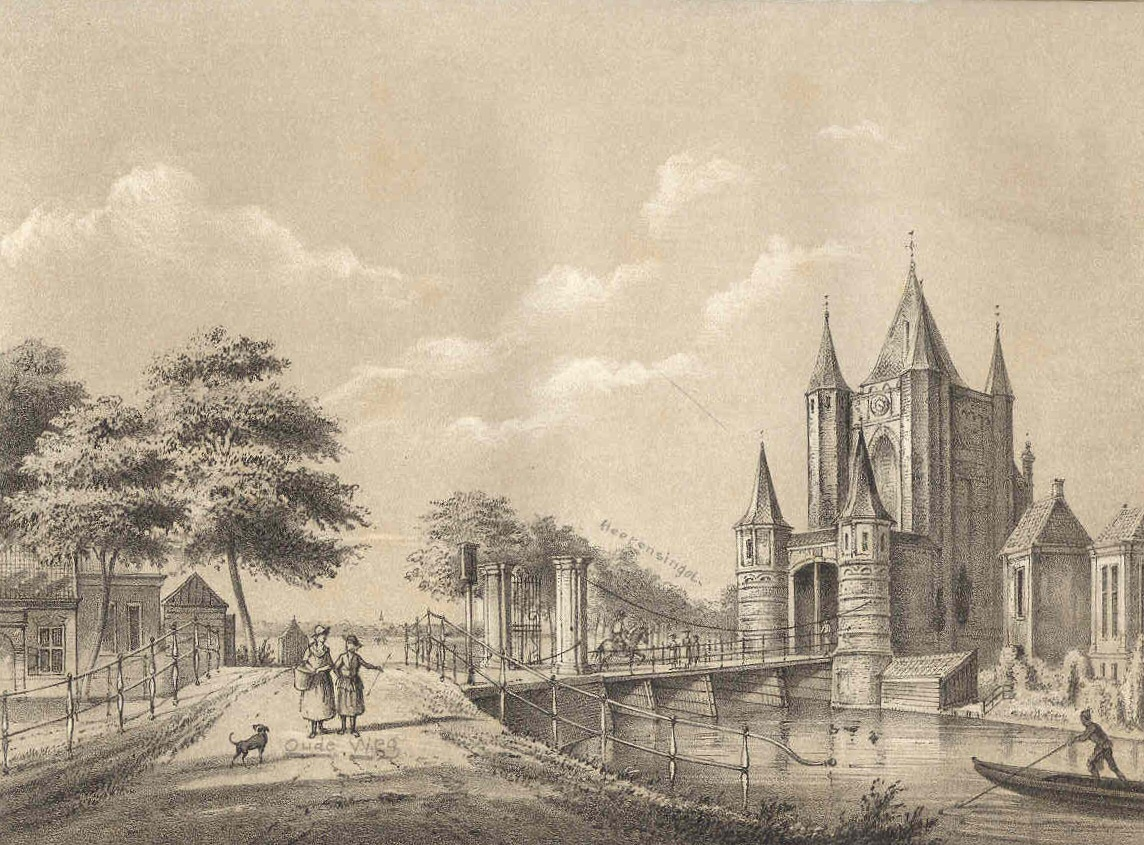
Oude prent van de Amsterdamse Poort

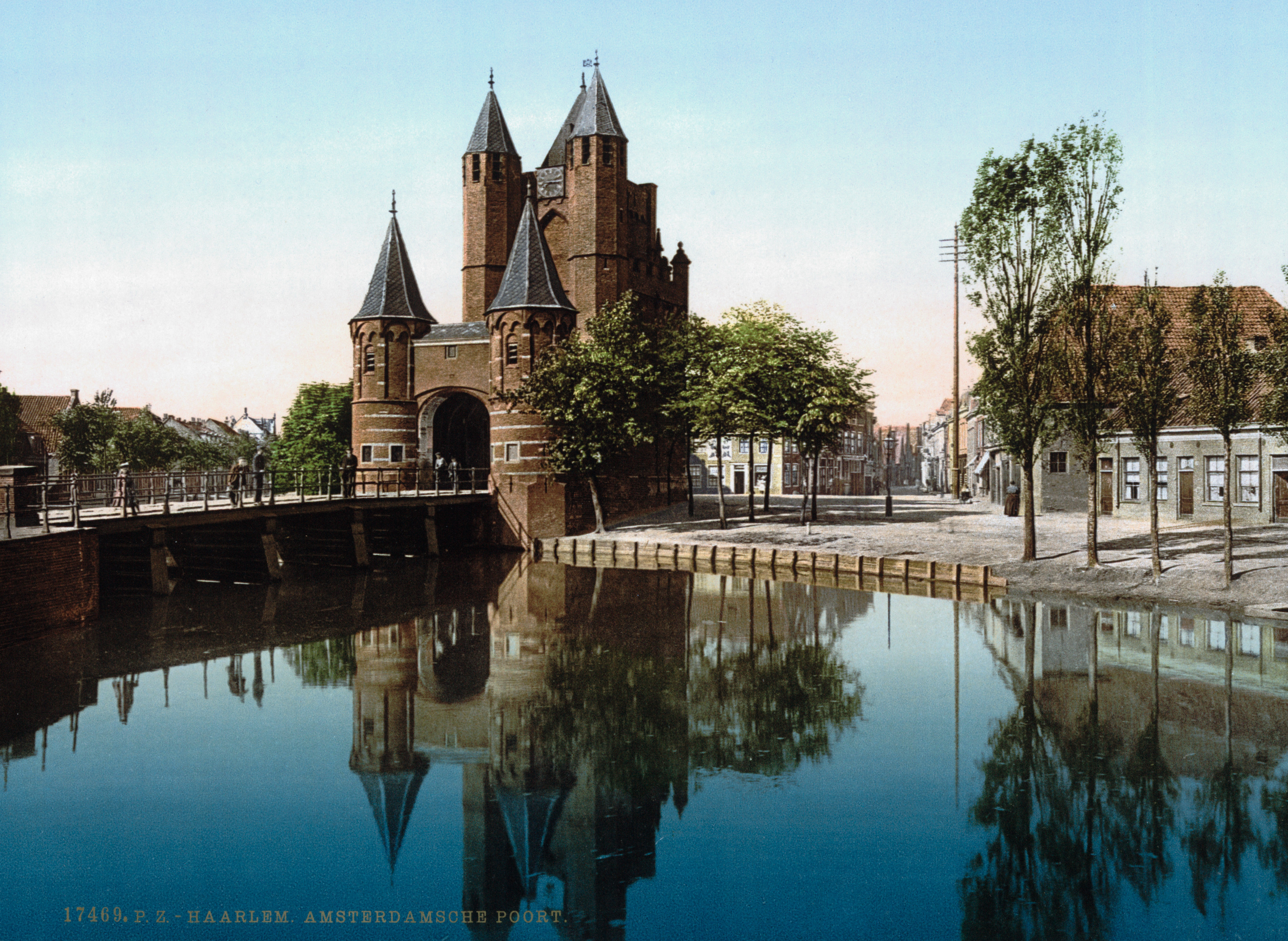
Amsterdamse Poort in 1900

Amsterdamse Poort · Schalkwijkerpoort · Eendjespoort · Kleine Houtpoort · Grote Houtpoort · Raampoort · Raakstorens · Zijlpoort · Kruispoort · Janspoort · Nieuwpoort / Kennemerpoort · Catrijnenpoort · Deymanspoort · Vrouwehek